# Violet Jessop
Violet Constance Jessop (Bahía Blanca, 2 de outubro de 1887 — Suffolk, 5 de maio de 1971) foi uma comissária de bordo e enfermeira argentina que ganhou notoriedade após sobreviver, respectivamente, aos naufrágios dos navios "irmãos" da classe Olympic, RMS Titanic e HMHS Britannic em 1912 e em 1916. Jessop ainda se encontrava a bordo do outro "irmão", o RMS Olympic quando este colidiu com o cruzador HMS Hawke em 1911. Por tudo isso, ficou conhecida como "Miss Unsinkable" ou "Senhorita Inafundável".

## Biografia
Violet nasceu em 2 de outubro de 1887, nos arredores de Bahía Blanca, na Argentina. Era filha de William e Katherine ("Kelly") Jessop, oriundos de Dublin que haviam emigrado para a Argentina na década de 1880 para tentar a sorte na criação de gado ovino. Violet era a mais nova de nove filhos, tendo três morrido à nascença. Violet contraiu tuberculose com uma tenra idade mas, apesar das previsões dos médicos que apontavam que a criança só teria alguns meses de vida, sobreviveu à doença.
Quando o seu pai morreu em Mendoza, a família regressou à Grã-Bretanha. A sua mãe encontrou emprego como hospedeira de bordo na Royal Mail Line enquanto Violet recebia educação num convento. A saúde da sua mãe deteriorou-se, e Violet desistiu da escola para se tornar uma hospedeira como a mãe; primeiro na Royal Mail Line e, em seguida, na White Star Line. Inicialmente, Violet encontrava-se apreensiva em relação ao seu novo trabalho por não gostar da ideia de navegar no Atlântico Norte devido às condições climáticas e por ter ouvido rumores pouco agradáveis acerca dos passageiros exigentes que se serviam daquela companhia de navios.

### RMSOlympic

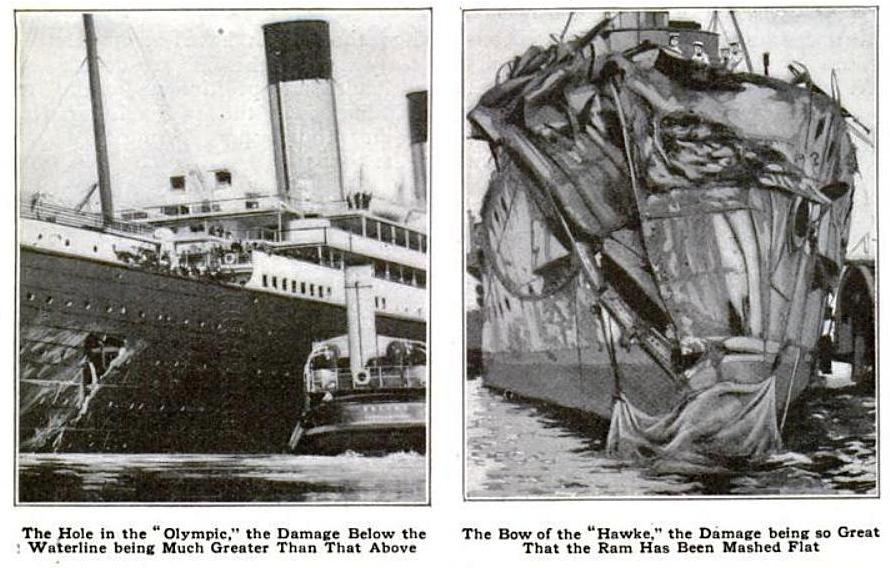
Ilustrações documentando os danos causados ao RMS Olympic (à esquerda) e ao HMS Hawke (à direita), após a colisão dos dois navios.

Jessop entrou ao serviço da White Star Line em 1910, trabalhando 17 horas por dia e com um ordenado mensal de £210 (equivalentes, hoje, a cerca de £231 ou €280). Começou por trabalhar a bordo do RMS Olympic que era, à altura, o maior navio de passageiros do mundo, sendo cerca de 30 metros maior do que qualquer outro navio.
Violet Jessop encontrava-se a bordo do navio quando, no dia 20 de setembro de 1911, próximo da Ilha de Wight, este colidiu com o cruzador HMS Hawke que, por ter dimensões muito menores, teria sido sugado pelas pás das hélices do Olympic. Como resultado, dois dos compartimentos estanques do Olympic ficaram abertos ao mar e parte das suas hélices ficou torcida; a proa do Hawke ficou completamente destruída. Ainda assim, os dois navios não naufragaram, e conseguiram deslocar-se até ao porto de Southampton.

### RMSTitanic
Violet sentia-se realizada com o trabalho a bordo do Olympic, e não fazia menção de trabalhar para o novo navio da White Star Line, o RMS Titanic (que era idêntico ao Olympic porém maior e mais opulento). Os seus amigos acharam que seria uma ótima experiência, por isso Violet seguiu o seu conselho e subiu a bordo do Titanic como hospedeira de bordo na manhã do dia 10 de abril de 1912.
Dentre as pessoas que Violet viria a mencionar nas suas memórias encontra-se Thomas Andrews, que a hospedeira admirava bastante. "Muitas vezes, durante a nossa ronda, encontrávamos o nosso estimado arquiteto andando pelo navio frequentemente com uma cara de cansaço, mas com ar de satisfação. Nunca se esquecia de parar para nos dar uma saudação alegre; o seu único arrependimento era que nos estivéssemos 'cada vez mais longe de casa'. Todos sabíamos o amor que ele nutria pela sua casa Irlandesa, e suspeitávamos que ele ansiava por regressar à paz da sua atmosfera para um descanso muito merecido e para tirar a arquitetura naval da ideia por uns tempos." Violet ainda menciona ter travado amizade com o violinista escocês Jock Hume.

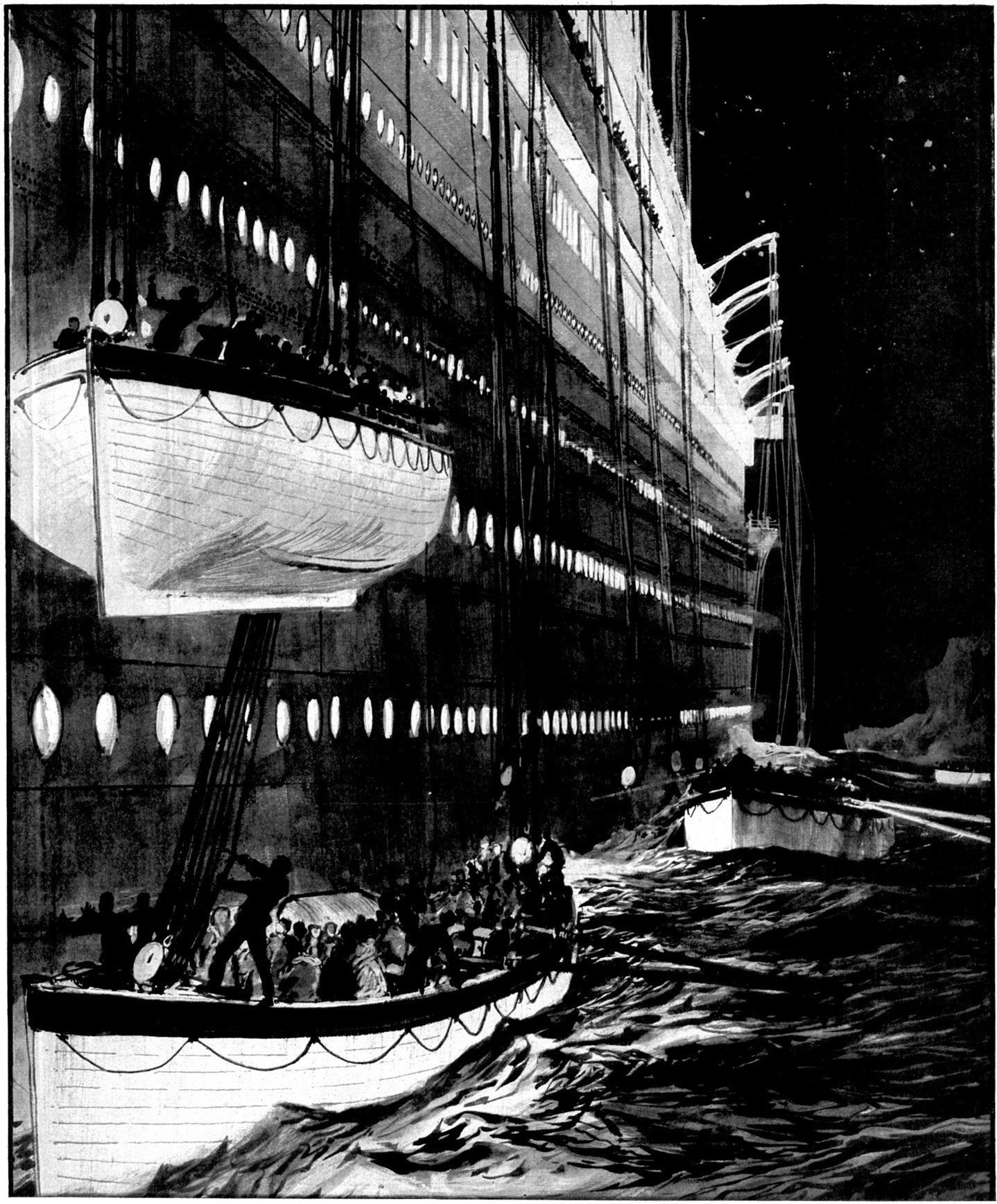
Os botes salva-vidas são lançados ao mar enquanto o Titanic afunda.

Era seu hábito respirar o ar fresco do convés antes de se retirar para o seu quarto, à noite, e que "Se o sol já não brilhava com tanta intensidade no quarto dia, e se um friozinho se arrastava pelo ar à medida que a noite se instalava, era apenas para enfatizar o calor e a luxuosidade do interior do navio". Nas suas memórias, Jessop escreve que, para a viagem inaugural do Titanic, ela havia trazido uma cópia de uma oração hebraica traduzida para o inglês que uma velha mulher Irlandesa lhe tinha dado. Após se deitar no seu beliche ela leu essa oração, e depois emprestou-a à sua companheira de quarto para que a lesse (presume-se que esta companheira de quarto fosse a hospedeira Elizabeth Leather). A oração, segundo Violet, servia para a proteger contra o fogo e a água. Violet era uma católica devota, que levava um rosário no avental e que acreditava piamente no poder da oração.
Violet conta-nos que se encontrava "confortavelmente sonolenta" na sua cama, mas não a dormir, quando o navio colidiu contra um iceberg na noite de 14 de abril. Recebeu ordens para que se levantasse e para que subisse ao convés, onde constatou que os passageiros se encontravam calmos. Passado um pouco, as hospedeiras testemunharam as mulheres serem arrancadas dos seus maridos e serem depositadas nos botes salva-vidas com os seus filhos. Passado algum tempo, um oficial ordenou-as a entrar num dos botes (número 16) para mostrar às senhoras passageiras como os botes eram seguros. À medida que o bote era lançado ao mar, o oficial entregou-lhe um bebé aninhado em cobertores que Jessop, sem saber de quem se tratava, prontamente agarrou e protegeu durante a noite.
Após cerca de oito horas no bote, Violet e os outros passageiros foram salvos pelo RMS Carpathia, um navio que os resgatou do mar. Enquanto a bordo do Carpathia, uma senhora tirou o bebé que havia sido deixado aos cuidados de Violet dos braços desta e afastou-se. Violet recorda-se de estar demasiado gelada e dolorida para sequer pensar que era estranho que a senhora que lhe levara o bebê não parara para lhe agradecer. A identidade do bebé (e da senhora que ficou com ele) é, ainda hoje, desconhecida.

### HMHSBritannic
Durante a Primeira Guerra Mundial, Violet juntou-se à Cruz Vermelha Britânica, onde trabalhou como enfermeira. Em 1916, estava a bordo do navio-hospital HMHS Britannic quando o navio atingiu uma mina marinha e se afundou no Mar Egeu. Ela conseguiu subir a bordo de um bote salva-vidas (assegurando-se de levar consigo a sua escova de dentes que, segundo ela, foi aquilo que sentiu mais falta após o naufrágio do Titanic) mas, quando este foi lançado ao mar, foi sugado contra as hélices do navio. Violet saltou do bote para dentro de água, mas a sucção levou-a a bater de cabeça contra a quilha do navio. Ficou temporariamente inconsciente, mas um dos outros botes salva-vidas pescou-a do mar e salvou-a.

### Vida tardia
Após a guerra, Violet continuou a trabalhar para a White Star Line, antes de se juntar à Red Star Line e, depois, novamente à Royal Mail Line. Durante o seu emprego na Red Star Line, Violet embarcou em dois cruzeiros à volta do mundo no maior navio daquela companhia, o SS Belgenland.
Teve um "breve e desastroso" casamento na década de 1920, do qual não teve filhos. Em 1950, aposentou-se em Great Ashfield, em Suffolk. Violet Jessop faleceu de insuficiência cardíaca no dia 5 de maio de 1971.